# Чехословачка на Европском првенству у атлетици у дворани 1972.
Чехословачка је учествовала на 3. Европском првенству у атлетици у дворани 1972. одржаном у Палати спортова у Греноблу, Француска, 11. и 12. марта. У трећем учешћу на европским првенствима у дворани репрезентацију Чехословачке представљало је 18 спортиста (11 м и 7 ж) који су се такмичили у 12 дисциплина (8 мушких и 4 женске).
На овом првенству најуспешнији је био тркач на 800 м Јозеф Плахи који је поред златне медаље оборио и национални рекорд. 
Са четири освојене медаље (1 златна и 3 бронзане) Чехословачка је у укупном пласману заузела 5. место од 14 земаља које су на овом првенству освајале медаље, односно 23 земље учеснице.
У табели успешности према броју и пласману такмичара који су учествовали у финалним такмичењима (првих 8 такмичара) Чехословачка је са 10 учесника у финалу заузела 6 место са 40 бодова, од 23 земље које су у финалу имале представнике, односни све земље учеснице имале су бар једног представника у финалу.
| Плас. | Земља        | 1. место | 2. место | 3. место | 4. место | 5. место | 6. место | 7. место | 8. место | Бр. финал. - Бод. |
| ----- | ------------ | -------- | -------- | -------- | -------- | -------- | -------- | -------- | -------- | ----------------- |
| 6.    | Чехословачка | 1 − 8    | −        | 3 − 18   | −        | 1 − 4    | 2 - 6    | 1 - 2    | 2 - 2    | 10 - 40           |

## Учесници
| Бр. | Дисциплина   | Мушкарци                                  | Жене                                             | Укупно |
| --- | ------------ | ----------------------------------------- | ------------------------------------------------ | ------ |
| 1.  | 50 м         | Лудек Бохман                              |                                                  | 1      |
| 2.  | 400 м        | Франтишек Штрос                           |                                                  | 1      |
| 3.  | 800 м        | Јозеф Плахи                               |                                                  | 1      |
| 4.  | 50 м препоне | Петер Чех                                 | Вера Славицова Моника Шенауерова                 | 3      |
| 5.  | Скок увис    | Рудолф Баудис Владимир Мали Роман Моравец | Марта Костланова Алена Проскова Милада Карбанова | 6      |
| 6.  | Скок удаљ    | Јарослав Броз                             | Јармила Нигринова                                | 2      |
| 7.  | Троскок      | Вацлав Фишер                              |                                                  | 1      |
| 8.  | Бацање кугле | Јарослав Брабец Мирослав Јаноушек         | Хелена Фибингерова                               | 3      |
|     | Укупно (13)  | 9                                         | 6                                                | 15     |

## Освајачи медаља
- Злато

1. Јозеф Плахи — 800 м
- Бронза

1. Јарослав Броз — Скок удаљ

2. Јармила Нигринова — Скок удаљ

3. Јарослав Брабец — Бацање кугле

### Мушкарци
| Атлетичар         | Дисциплина    | Лични рекорд | Квалификације | Квалификације | Полуфинале           | Полуфинале           | Финале               | Финале   | Детаљи |
| Атлетичар         | Дисциплина    | Лични рекорд | Резултат      | Место         | Резултат             | Место                | Резултат             | Место    | Детаљи |
| ----------------- | ------------- | ------------ | ------------- | ------------- | -------------------- | -------------------- | -------------------- | -------- | ------ |
| Лудек Бохман      | 50 м          |              | 6,13          | 5 у гр. 1     | Није се квалификовао | Није се квалификовао | Није се квалификовао | 15. / 15 |        |
| Франтишек Штрос   | 400 м         |              | 51,67         | 2 у гр. 3     | 49,55                | 4. у пф. 2           | Није се квалификовао | 8. / 10  |        |
| Јозеф Плахи       | 800 м         |              | 1:49,92       | 1 у гр. 2     |                      |                      | 1:48,84 НРд          |          |        |
| Петер Чех         | 50 м препоне  |              | 6,78 ЛРд      | 3 у гр. 3     | 6,80                 | 5. у пф 2.           | Није се квалификовао | 9, / 21  |        |
| Рудолф Баудис     | скок увис     |              |               |               |                      |                      | 2,11 =ЛРд            | 9. / 15  |        |
| Владимир Мали     | скок увис     |              | 2,17          | 5. / 15       |                      |                      |                      |          |        |
| Роман Моравец     | скок увис     |              | 2,14 ЛРд      | 8. / 15       |                      |                      |                      |          |        |
| Јарослав Броз     | скок удаљ     |              | 7,88 ЛРд      |               |                      |                      |                      |          |        |
| Јан Брода         | троскок       |              | 15,35         | 10. / 11      |                      |                      |                      |          |        |
| Јарослав Брабец   | Бавцање кугле |              | 19,94         |               |                      |                      |                      |          |        |
| Мирослав Јаноушек | Бавцање кугле |              | 19,34         | 6. / 10       |                      |                      |                      |          |        |

### Жене
| Атлетичар          | Дисциплина   | Лични рекорд | Квалификације | Квалификације | Полуфинале            | Полуфинале            | Финале                | Финале  | Детаљи |
| Атлетичар          | Дисциплина   | Лични рекорд | Резултат      | Место         | Резултат              | Место                 | Резултат              | Место   | Детаљи |
| ------------------ | ------------ | ------------ | ------------- | ------------- | --------------------- | --------------------- | --------------------- | ------- | ------ |
| Вера Славицова     | 50 м препоне |              | 7,40          | 5. у гр. 4    | Није се квалификовала | Није се квалификовала | Није се квалификовала | 18./ 20 |        |
| Моника Шенауерова  | 50 м препоне |              | 7,41          | 4 у гр. 1     | Није се квалификовала | Није се квалификовала | Није се квалификовала | 19./ 20 |        |
| Марта Костланова   | скок увис    |              |               |               |                       |                       | 1,78                  | 6. / 13 |        |
| Алена Проскова     | скок увис    |              | 1,78          | 7. / 13       |                       |                       |                       |         |        |
| Милада Карбанова   | скок увис    |              | 1,76          | 9. / 13       |                       |                       |                       |         |        |
| Јармила Нигринова  | скок удаљ    |              | 6,39          |               |                       |                       |                       |         |        |
| Хелена Фибингерова | бацање кугле |              | 17,40         | 8. / 13       |                       |                       |                       |         |        |

## Биланс медаља Чехословачке после 3. Европског првенства у дворани 1970—1972.
|     | ЕП     |   |   |   |   | ! УП |
| 1.  | 1970.  | 0 | 0 | 0 | 0 | 0    |
| 2.  | 1971.  | 1 | 0 | 0 | 1 | 7    |
| 3.  | 1972.  | 1 | 0 | 3 | 4 | 6    |
| 1-2 | Укупно | 2 | 0 | 3 | 5 | 8    |
| --- | ------ | - | - | - | - | ---- |

|                                        | Атлетичар                              | Земља                                  |                                        | ! bgcolor="CC9966" \|                  |                                        |                                        |
| Није било вишеструких освајача медаља. | Није било вишеструких освајача медаља. | Није било вишеструких освајача медаља. | Није било вишеструких освајача медаља. | Није било вишеструких освајача медаља. | Није било вишеструких освајача медаља. | Није било вишеструких освајача медаља. |
| -------------------------------------- | -------------------------------------- | -------------------------------------- | -------------------------------------- | -------------------------------------- | -------------------------------------- | -------------------------------------- |

## Чехосовачки освајачи медаља после 3. Европског првенства 1970—1972.
|    | Атлетичар/ка      | м | ж | ЕП       | Дисциплина |   |   |   |   |
| -- | ----------------- | - | - | -------- | ---------- | - | - | - | - |
| 1. | Милада Карбанова  |   | ж | 1971.    | вис        |   |   |   |   |
| 2. | Јозеф Плахи]      | м |   | 1972.    | 800 м      |   |   |   |   |
| 3. | Јарослав Броз     | м |   | 1972.    | даљ        |   |   |   |   |
| 4. | Јарослав Брабец   | м |   | 1972.    | кугла      |   |   |   |   |
| 5. | Јармила Нигринова |   | ж | 1972.    | даљ        |   |   |   |   |
|    | Укупно            | 3 | 2 | 1970—72. |            | 2 | 0 | 3 | 5 |